# Дест-э-Хезр
Дест-э-Хезр, или Дешт-э-Хезр, или Хезр (перс. دستخضر‎) — небольшой город на юге Ирана, в провинции Фарс. Входит в состав шахрестана  Шираз и является одним из восточных пригородов его одноимённого центра. По данным переписи, на 2006 год население составляло 5 540 человек.

## География
Город находится в центральной части Фарса, в горной местности юго-восточного Загроса, на высоте 1 475 метров над уровнем моря.
Дест-э-Хезр расположен на расстоянии нескольких километров к востоку от Шираза, административного центра провинции и на расстоянии 680 километров к юго-юго-востоку (SSE) от Тегерана, столицы страны.